# Tiny Dancer
Tiny Dancer è una delle più famose canzoni scritte e interpretate da Elton John, con testo di Bernie Taupin. È inclusa nell'album Madman Across the Water, del 1971.

## Descrizione
La canzone è dedicata a Maxine Feibelman, la prima moglie di Taupin; il titolo significa letteralmente "piccola ballerina". La melodia vocale, molto dolce, è sostenuta dalle complesse architetture armoniche del pianoforte di Elton John, ed è arricchita dal vivace suono delle percussioni e della chitarra pedal steel, suonata da B. J. Cole. Ad accompagnare Elton John non c'è una band vera e propria, che si formerà poco più tardi, piuttosto vengono messi in evidenza quotati e abili session men più o meno noti nel panorama musicale inglese dell'epoca, oltre a dieci abili cantanti di sottofondo che si fanno ben sentire soprattutto durante il ritornello.
Gli arrangiamenti di Paul Buckmaster e la sezione di archi completano il tutto; è oggi considerata come un capolavoro che rasenta la perfezione stilistica.
Fu pubblicata come singolo il 7 febbraio 1972, e fu spesso trasmessa alla radio, nonostante la sua durata (6:17, un tempo lunghissimo e veramente inusuale). All'inizio non ebbe molto successo (raggiunse il 41º posto nella classifica americana), poi, lentamente, andò insinuandosi nella cultura popolare, ed è oggi tra i successi più noti dell'intero repertorio di John. Apparsa in numerosissime raccolte e compilation della rockstar, è al 397º posto nella lista delle 500 migliori canzoni di tutti i tempi secondo il Rolling Stone.

## Promozione
Il brano è stato messo in evidenza nel 2005, alla Freemont Street Experience di Las Vegas; è apparso anche nel film Aloha, Bobby And Rose del 1975.
È stato citato in una puntata della nota serie americana Friends, mentre è stato inserito come brano trainante nel film di Cameron Crowe Quasi famosi, ottenendo un grande rilancio in America (una ripresa strumentale della canzone si può udire alla fine del film; a suonarla è Nancy Wilson degli Heart).
Tiny Dancer appare ancora nel gioco Karaoke Revolution Presents: American Idol Encore. 
Viene inoltre citata nella serie televisiva Scrubs e appare nell'ultimo episodio della commedia britannica Roman's Empire. Viene citata da Ed Sheeran nella canzone "Castle on the hill". Alcuni secondi di Tiny Dancer vengono improvvisati a voce e pianoforte da Dylan Minnette e Ross Butler, protagonisti di Tredici (serie televisiva) nell’episodio 5 stagione 4.

## Cover
Di Tiny Dancer esistono numerosissime cover di altri artisti; tra le più famose, spiccano le versioni di Lani Hall (nei primi anni '70), di John Frusciante (nel 1990 a Pinkpop,nel 1999 a Woodstock e nel 2004 al Rock Am Ring), di Dave Grohl (nel The Late Late Show con Craig Kilborn), di Ben Folds (nel suo album del 2002 Ben Folds Live) e di Tim McGraw (nel 2002, nel suo album Tim McGraw and the Dancehall Doctors) 
Inoltre, la canzone è stata cantata anche da un gruppo di adolescenti in High School Musical: Get in the Picture. Nel 2018 Florence + The Machine offrono un'interpretazione impeccabile del brano, per l'album Revamp: The Songs of Elton John & Bernie Taupin. Nel 2022 viene reinterpretato dallo stesso Elton John insieme a Britney Spears, il titolo è Hold Me Closer.

## Curiosità
- Il brano è citato in Castle on the Hill di Ed Sheeran